# Плёночный конденсатор
Плёночный конденсатор ― электрический конденсатор, диэлектриком которого является пластиковая плёнка. Иногда в сочетании с плёнкой используется бумага, в качестве носителя обкладок (электродов).
Обкладки плёночного конденсатора могут быть металлизированы алюминием или цинком, методом нанесения слоя металла непосредственно на пластиковую плёнку или в виде отдельной фольги. Плёночные конденсаторы вместе с электролитическими и керамическими конденсаторами являются наиболее распространёнными типами, которые используются в электронной аппаратуре.

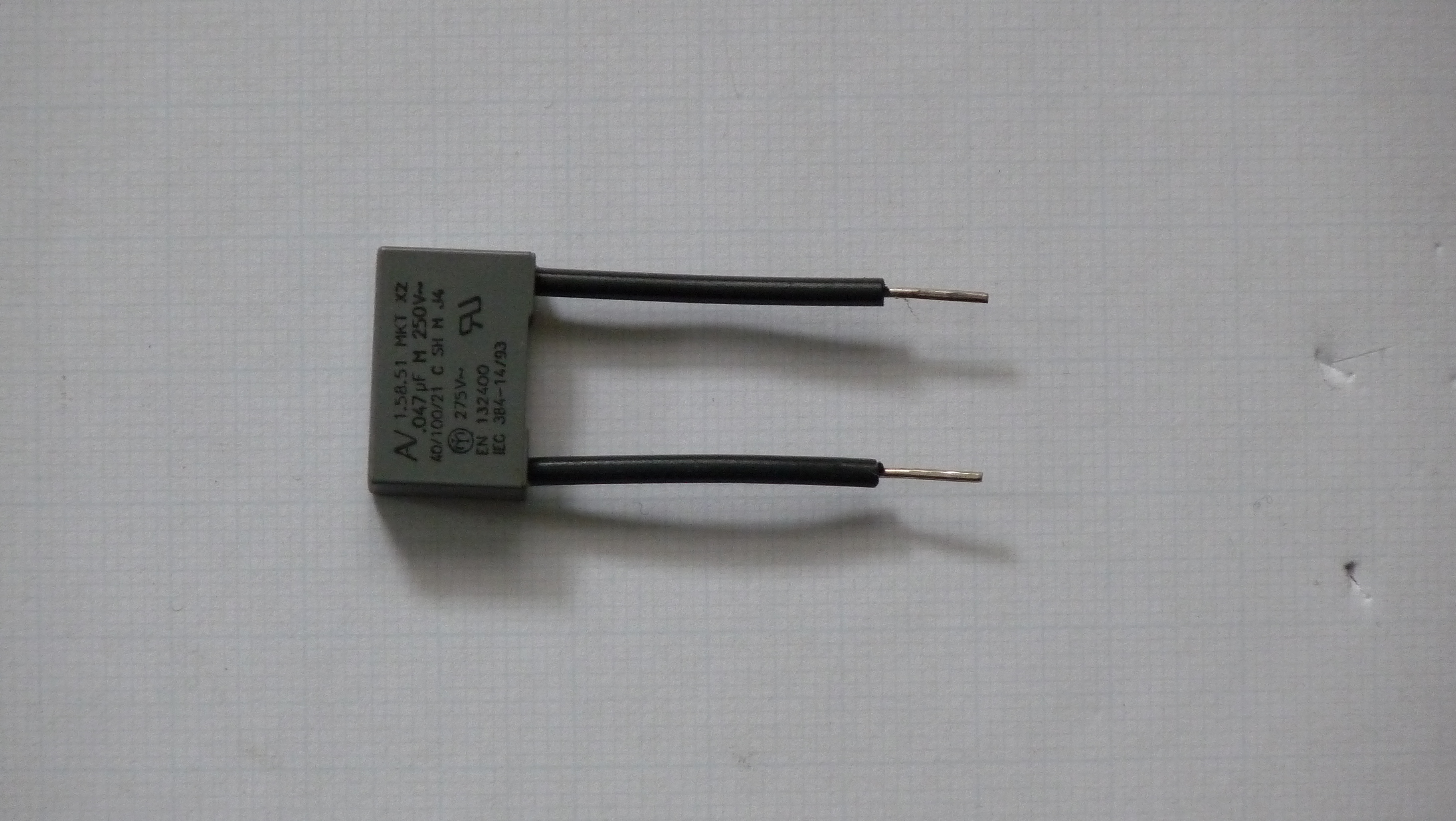
Плёночный конденсатор в пластиковом корпусе с гибкими контактами.

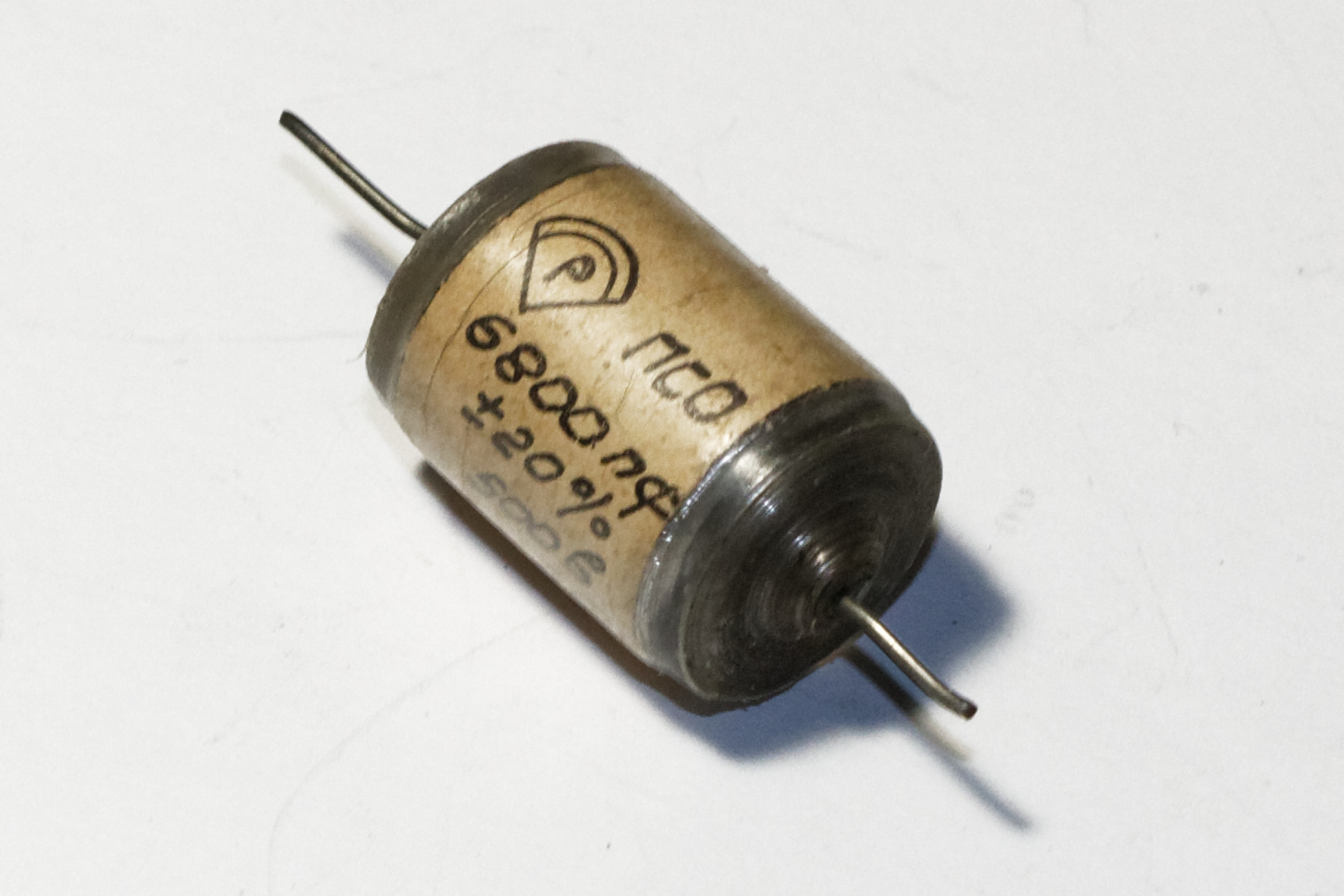
Осевой советский плёночный конденсатор, выпущенный в 1956 году.

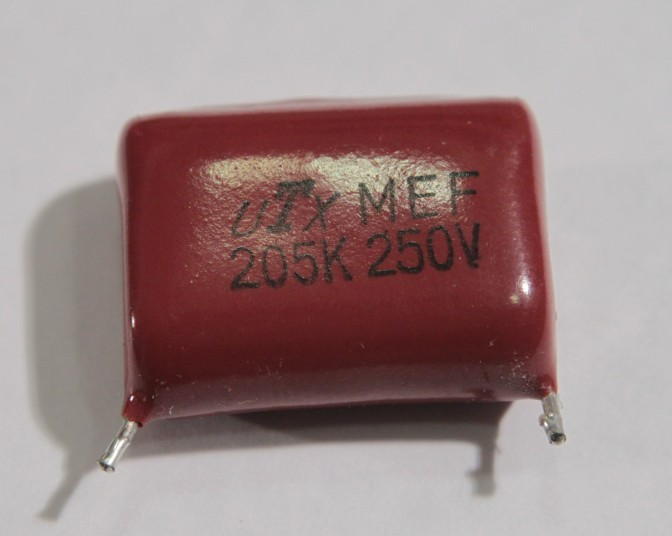
Плёночный конденсатор с корпусом из эпоксидной смолы.

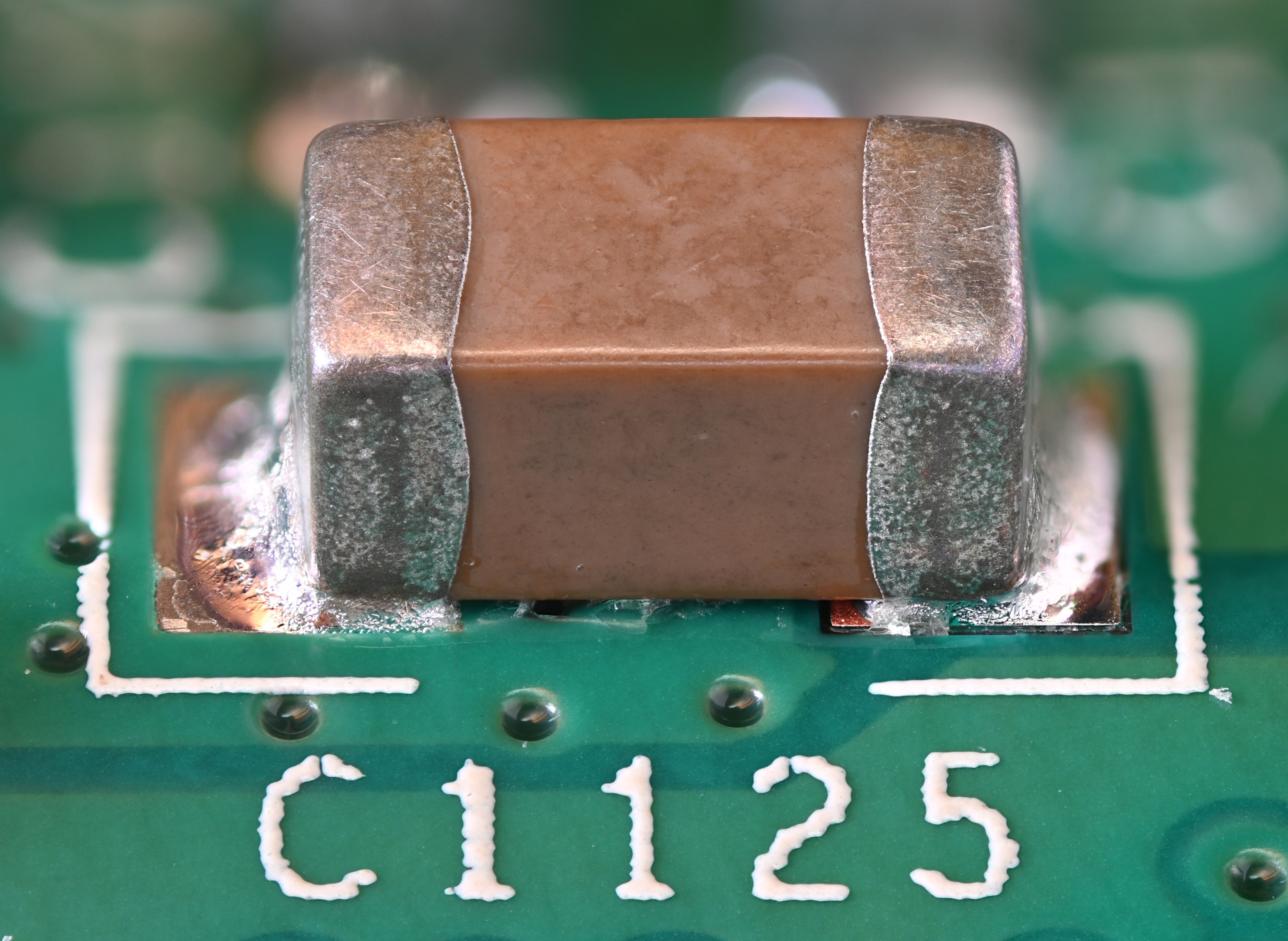
SMD-конденсатор для поверхностного монтажа.

## Типы плёночных конденсаторов
- Осевой тип для сквозного и точечного монтажа.
- Радиальный (односторонний) тип для монтажа на печатную плату.
- Радиальный (односторонний) тип с силовыми усиленными контактами.
- Плёночный конденсатор с винтовыми креплениями, которые способны выдерживать большие токи.
- SMD-конденсатор для поверхностного монтажа на печатную плату.

## Диэлектрики плёночных конденсаторов
| Диэлектрик                      | Аббревиатура | Торговое наименование      |
| ------------------------------- | ------------ | -------------------------- |
| Полипропилен                    | PP           | Пленка Тервакоски, Treofan |
| Полистирол                      | PS           | Styroflex                  |
| Поликарбонат                    | ПК           | Макрофол                   |
| Polyester, Полиэтилентерефталат | ПЭТ          | Хостафан, Майлар           |
| Полиэтиленнафталат              | PEN          | Kaladex                    |
| Полифениленсульфид              | PPS          | Torelina                   |
| Политетрафторэтилен             | PTFE         | Тефлон                     |

Плёночные конденсаторы из тефлона обладают термостойкостью и используются в военной и космической промышленности.

## Электрические характеристики
- Номинальное напряжение (от 50 до 2000 Вольт).
- Номинальная ёмкость (от 1 нФ до 30 мкФ).
- Не имеет полярности.
- Низкий ESR (эквивалентное последовательное сопротивление).
- Низкий ESL (самоиндуктивность).
- Сопротивление изоляции.
- Частота отказов и продолжительность жизни.[1]

## Устройство и производственный процесс
Плёночный конденсатор состоит из: диэлектрической пластиковой плёнки, обкладок (электродов), контактов (выводов) для крепления на печатную плату и корпуса (пластик и/или эпоксидная смола).
В процессе производства пластиковую плёнку металлизируют с помощью напыления слоя металла непосредственно на диэлектрик (металлоплёночный конденсатор) или напрессовывания фольги (фольговый конденсатор). Ширина обкладки зависит от необходимой ёмкости конденсатора. После этого сворачивают в рулон и сплющивают для меньших габаритов. Такая конструкция проста в изготовлении, но обладает паразитной индуктивностью. Для уменьшения/подавления паразитной индуктивности применяют метод соединения отдельных блоков-рулонов параллельно. Затем конденсатор оснащается электродами, помещается в корпус и заливается эпоксидом.

## Применение плёночных конденсаторов
Силовые плёночные конденсаторы применяются в лазерах, рентгеновских установках и фазовращателях. Маломощные плёночные конденсаторы используют в качестве развязывающих конденсаторов, в фильтрах блоков питания, флоуресцентных лампах, аналого-цифровых преобразователях, а также в катушках балансных металлодетекторов, где важна надёжность, а также независимость ёмкости от температуры.

### Обозначение конденсатора на принципиальных электрических схемах

Неполярный конденсатор - aПолярный конденсатор - b (плюс не закрашен).